# Hirtodrosophila minuscula
Hirtodrosophila minuscula är en tvåvingeart som beskrevs av Vilela och Bachli 2005. Hirtodrosophila minuscula ingår i släktet Hirtodrosophila och familjen daggflugor. Inga underarter finns listade i Catalogue of Life.